# Карлос Шнебергер
Карлос Альберто Шнебергер Лемп (ісп. Carlos Alberto Schneberger Lemp, 21 червня 1902, Валле-Кастеллана, Чилі — 1 жовтня 1973, Темуко, Чилі) — чилійський футболіст, що грав на позиції нападника, зокрема, за клуби «Лічео де Темуко» та «Коло-Коло», а також національну збірну Чилі.

## Клубна кар'єра
У футболі дебютував виступами за команду клубу «Лічео де Темуко». 
Своєю грою за цю команду привернув увагу представників тренерського штабу «Коло-Коло», до складу якого приєднався 1935 року. У складі «Коло-Коло» був одним з головних бомбардирів команди, маючи середню результативність на рівні 0,43 голу за гру першості.
Завершив професійну ігрову кар'єру у клубі «Грін Кросс».
Помер 1 жовтня 1973 року на 72-му році життя у місті Темуко.
| Дата           | Місто          | Господарі | Результат | Гості      | Турнір                | Голи | Примітки |
| -------------- | -------------- | --------- | --------- | ---------- | --------------------- | ---- | -------- |
| 10 грудня 1927 | Вінья-дель-Мар | Чилі      | 2 – 3     | Уругвай    | товариський матч      | -    |          |
| 27 травня 1928 | Амстердам      | Чилі      | 2 – 4     | Португалія | Олімпійські ігри 1928 | -    |          |
| 5 червня 1928  | Арнем          | Чилі      | 3 – 1     | Мексика    | Олімпійські ігри 1928 | -    |          |
| 16 липня 1930  | Монтевідео     | Чилі      | 3 – 0     | Мексика    | ЧС 1930               | -    |          |
| 19 липня 1930  | Буенос-Айрес   | Чилі      | 1 – 0     | Франція    | ЧС 1930               | -    |          |
| Усього         |                | Матчів    | 2         |            | Голів                 | 0    |          |